# 발라우르
발라우르 본도크(Balaur bondoc)는 백악기 말기에 현재의 루마니아 지방에 서식한 수각류 공룡이다. 속명은 루마니아 전설에 등장하는 드래곤 발라우르에서 유래하였다. 종명인 ‘본도크’(bondoc)는 ‘다부지다’는 뜻인고로, ‘발라우르 본도크’는 ‘다부진 드래곤’이라는 뜻이 된다.